# Cardigan (Lied)
Cardigan (Eigenschreibweise cardigan) ist ein Lied der US-amerikanischen Singer-Songwriterin Taylor Swift aus dem Jahre 2020. Die erste Singleauskopplung ihres achten Studioalbums Folklore wurde von der Interpretin gemeinsam mit Aaron Dessner geschrieben sowie von letzterem produziert.

## Hintergrund
Wie das gesamte Album Folklore entstand auch dessen größter Hit Cardigan während der Coronapandemie des Jahres 2020 und wurde während der Selbstisolation aufgenommen. Es wird von der Musikpresse und von Fans vermutet, dass es sich bei Cardigan um den ersten Teil einer Trilogie handelt, die der Song zusammen mit August und Betty bildet. Die Künstlerin erwähnte zuvor, dass sich auf dem Album Folklore drei Titel der sogenannten Teenage Love Trilogy befänden, ohne aber zu erwähnen, um welche es sich handle. Zudem wurde spekuliert, ob das Lied ihre Beziehung zu Joe Alwyn thematisiere.

## Musik und Text
Cardigan ist eine Indie-Pop-Ballade, welche von einem melodischen Klavier begleitet wird und zudem weiche, in den Hintergrund gemischte Keyboard- und elektronische Drum-Klänge aufweist. Der Gesang Taylor Swift ist durchgehend sanft und wird nur während des Refrains teilweise mittels Overdubbing gedoppelt. Inhaltlich dreht sich das Lied um den Rückblick auf eine vormals glückliche Beziehung von jungen Leuten, in welcher sie von ihrem Partner betrogen wurde. Die Musikerin beschreibt diverse Eindrücke und kleine Begebenheiten, die sich während dieser zutaten und schildert die Emotion, dass sie sich manchmal wie eine alte Strickjacke unter jemandes Bett vorkäme, von ihrem Geliebten jedoch angezogen und als sein Lieblingsstück bezeichnet wurde. Die Zeile "When you are young they assume you know nothing" (zu deutsch etwa "wenn du jung bist, gehen sie davon aus, dass du nichts weißt") wird in den Strophen mehrfach wiederholt und unterstreicht, dass die Protagonistin aufgrund ihres niedrigen Alter in Hinblick auf ihre Wahrnehmung der Welt von ihrem Umfeld oft unterschätzt wird, obwohl sie genau merkt, was vor sich geht. Innerhalb der Teenage Love Trilogy wäre das Lied aus der Sicht der Figur der Betty gesungen, deren Namen jedoch erst im dritten Teil enthüllt wird.

## Musikvideo
Der Videoclip zu Cardigan zeigt Taylor Swift zunächst in einer durch eine kleine, gelblich leuchtende Lampe, wenige Kerzen und ein Kaminfeuer in karges, warmes Licht getauchten Holzhütte ein altes und an manchen Stellen bereits von der Zeit gezeichnetes Klavier spielen und dazu singen. Plötzlich bemerkt sie, dass aus dem Inneren des Instrumentes ein schimmernder, goldfarbener Nebel austritt und öffnet den Deckel. Es offenbart sich ihr darunter ein Portal, durch welches sie umgehend steigt. Der Ausgang am anderen Ende desselben befindet sich im Sitz einer Bank, die zu einem Flügel gehört. Sie findet sich nun in einer Waldgegend wider und beginnt umgehend, mit dem nahezu zur Gänze mit Moos übersäten Musikinstrument, aus welchem ein Wasserfall heraus sprudelt, ihren Gesang zu begleiten. Auf einmal quillt auch aus der Klavierbank der goldene Nebel, und die Sängerin begibt sich erneut durch das Portal, durch das sie gekommen war. Diesmal jedoch taucht sie während eines Unwetters aus dem Meer auf, in welchem neben ihr nur ein weiteres Klavier schwimmt, an dem sie sich festhält. Aus dessen Deckel dringt ein letztes Mal der goldene Nebel, und Swift schafft es, auf den Flügel zu klettern und sich in das Portal zu retten. Nun befindet sie sich erneut in der Hütte vom Anfang des Videos, ist jedoch von Kopf bis Fuß nass und friert. Sie entdeckt eine neben ihr liegende Strickjacke, zieht sie an und beginnt, sich an ihr zu wärmen.
Bei dem Musikvideo führte Taylor Swift selbst Regie. Um es der Coronakrise entsprechend drehen zu können, wurden unter Aufsicht eines Arztes strenge Sicherheitsabstände und das Tragen von Masken der Mitarbeiter jenseits der Kamera eingehalten, zudem übernahm Swift, die einzige Darstellerin des Clips, auch selbst das Frisieren, Schminken und Stylen.

## Kritik
Cardigan erhielt positive Kritiken. Gelobt wurde die Melodik des Liedes sowie die Tatsache, dass Swift immer im Rahmen dieser bleiben und sie nicht übersingen würde. Die Sehnsucht, die sie in dem Stück darbrächte, würde sie ganz klar von anderen Künstlerinnen abheben; man spüre, wie stark ihr Verlangen nach der besungenen Person sei. Stilistisch wurde die Single mit der Musik von Lana Del Rey verglichen, insbesondere die traurige und gefühlsbetonte Atmosphäre und das beiläufige Zitieren anderer Popsongs (in diesem Fall Rihannas Kiss It Better). Dennoch würden der lyrische Detailreichtum und das zentrale Motiv der Strickjacke auch an Swifts Lied All Too Well erinnern, in dem ein roter Schal eine wichtige Rolle spielte.

## Kommerzieller Erfolg
Cardigan stieg in der gleichen Woche wie das dazugehörige Album Folklore direkt auf die Spitzenposition der US-amerikanischen Charts ein. Taylor Swift ist die erste Künstlerin der Geschichte, der dies gelang. Im Dezember 2020 stellte sie noch einen weiteren Rekord auf, als sie mit der Single Willow und dem Nachfolgealbum Evermore dasselbe noch einmal schaffte. Somit wurde sie zum ersten Interpreten, der zweimal im gleichen Jahr mit jeweils einem Lied und einem Album gleichzeitig auf Platz 1 der US-Charts debütierte.

### Chartplatzierungen
| ChartsChartplatzierungen       | Höchstplatzierung | Wochen |
| ------------------------------ | ----------------- | ------ |
| Deutschland (GfK)              | 67 (2 Wo.)        | 2      |
| Österreich (Ö3)                | 46 (2 Wo.)        | 2      |
| Schweiz (IFPI)                 | 51 (2 Wo.)        | 2      |
| Vereinigtes Königreich (OCC)   | 6 (9 Wo.)         | 9      |
| Vereinigte Staaten (Billboard) | 1 (14 Wo.)        | 14     |

### Auszeichnungen für Musikverkäufe
| Land/Region                  | Auszeichnungen für Musikverkäufe (Land/Region, Auszeichnung, Verkäufe) | Verkäufe  |
| ---------------------------- | ---------------------------------------------------------------------- | --------- |
| Australien (ARIA)            | 5× Platin                                                              | 350.000   |
| Brasilien (PMB)              | Diamant                                                                | 160.000   |
| Dänemark (IFPI)              | Gold                                                                   | 45.000    |
| Frankreich (SNEP)            | Gold                                                                   | 100.000   |
| Griechenland (IFPI)          | Gold                                                                   | 10.000    |
| Italien (FIMI)               | Gold                                                                   | 50.000    |
| Kanada (MC)                  | 2× Platin                                                              | 160.000   |
| Neuseeland (RMNZ)            | 3× Platin                                                              | 90.000    |
| Norwegen (IFPI)              | Gold                                                                   | 30.000    |
| Polen (ZPAV)                 | Platin                                                                 | 50.000    |
| Portugal (AFP)               | 5× Platin                                                              | 50.000    |
| Spanien (Promusicae)         | Platin                                                                 | 60.000    |
| Vereinigte Staaten (RIAA)    | Platin                                                                 | 1.000.000 |
| Vereinigtes Königreich (BPI) | 2× Platin                                                              | 1.200.000 |
| Insgesamt                    | 5× Gold · 20× Platin · 1× Diamant ·                                    | 3.315.000 |

Hauptartikel: Taylor Swift/Auszeichnungen für Musikverkäufe/Lieder